# 木下日葵
木下日葵（日语：木下ひまり，1996年5月21日—），別名：花澤日葵（日语：花沢ひまり），日本AV女優。出身於東京都。所屬事務所是ACT （页面存档备份，存于）。

## 簡歷
- 2020年4月17日從PRESTIGE正式出道。
- 2020年5月8日建立木下日葵的X（前Twitter），在1年內吸引超過30000名粉絲。
- 2020年12月27日建立木下日葵的Instagram帳戶。
- 2021年2月26日建立木下ひまりライブ （页面存档备份，存于） - TwitCasting。
- 2021年預定製作「木下日葵」的1周年紀念寫真集。
- 2021年5月被週刊Playboy選為「次世代美巨尻AV女優ベスト10」[1]。

## 人物
- 擅長料理，尤其是日式馬鈴薯燉肉。興趣是購物。
- 討厭吃魚類料理，就算是去壽司店也會點生魚片以外的食物。
- 喜歡的動物是狗，喜歡的地方是家，喜歡的顏色是粉紅色[2]
- 初體驗是18歲。

## 外部連結
- 木下ひまり特設ページ （页面存档备份，存于）
- 木下日葵的X（前Twitter）
- 木下日葵的Instagram帳戶
- 木下ひまり 所屬事務所 ACT （页面存档备份，存于）
- 木下ひまりさんのライブ （页面存档备份，存于） - TwitCasting